# Scha'ul ben Anan
Scha'ul ben Anan oder Saul ben Anan (hebräisch שאול בן ענן) war ein politischer und geistlicher Führer der jüdischen Karäer im späten 8. nachchristlichen Jahrhundert.
Sein Vater war Anan ben David, ein Begründer der religiösen Anschauungen der Karäer.
Scha'ul wurde sein Nachfolger als Nasi und Rosch ha-gola (geistliches Oberhaupt) der Karäer.
Er starb möglicherweise um 780.
Weitere Informationen zu seinem Leben sind nicht überliefert.